# 宇文达
宇文达（550年代—580年），字度斤突，周文帝宇文泰的第十一子，代奰（音「必」）王。

## 生平
宇文泰因器重尚书左仆射李远，曾让宇文达拜李远为父。
宇文达性格果决，善骑射。武成（559年—560年）初年，封代国公，食邑万户。天和元年，拜大将军、右宫伯，拜左宗卫。建德元年四月，进位柱国，出为荆州淮州等十四州十防诸军事、荆州刺史。在州有政绩，高祖宇文邕手敕褒美。所管澧州刺史蔡泽贪污被告发，赃状分明。因为蔡泽是功臣的子弟，不可加戮；如果曲法宽免，也不是为臣的本分。于是令有关部门，精加按劾，密表奏之。事竟得释，终亦不言。其处事如此周慎。宇文达雅好节俭，食无兼膳，侍姬不过数人，都穿绨衣。不营资产，没有储积的财物。宇文达从容对左右说：“君子忧道不忧贫，何烦于此。”
建德三年（574年），进爵为代王（有記室參軍岑之利）。出为益州总管。五年（576年），东伐北齐，宇文达为右一军总管。北齐灭亡，周武帝以弟弟宇文达不好声色，特以齐后主高纬宠幸的淑妃冯小怜赐给他。结果王妃李氏差点被冯小怜陷害死。宣政元年（578年），周宣帝即位，进位上柱国。大象元年（579年），迁大右弼。下诏以潞州上党郡食邑万户给宇文达，宇文达出就国。二年（580年），朝京师。其冬，与其子世子宇文执、蕃国公宇文转为丞相杨坚所害，国除。

## 家庭

### 妻妾
- 李氏，北周大将军、河西桓公李贤之女，隋朝上柱国、陇西襄公李询妹妹
- 冯小怜

## 资料来源
- 《周書》
- 《北史》

## 外部連結
[在维基数据编辑]
 《北史·卷058》，出自李延壽《北史》

1. ↑  《周書·武帝紀上》：夏四月甲戌，以代國公達、滕國公逌並為柱國。
2. ↑  《周書·宣帝紀》：〔二月〕戊子，以上柱國大前疑越王盛為太保，大右弼蜀公尉遲迥為大前疑，代王達為大右弼。